# Jan Ostrowski-Naumoff
Jan Jordan Piotr Ostrowski-Naumoff (ur. 26 kwietnia 1901 w Paryżu, Francja, zm. 10 grudnia 1986 w Yorkshire, Wielka Brytania) – polski prakseolog, filozof, krytyk teatralny.

## Życiorys
W 1930 ukończył studia na Wydziale Filozoficznym Uniwersytetu Warszawskiego, równolegle studiował na Politechnice Warszawskiej, podczas studiów należał do korporacji akademickiej K! Unia. Po zakończeniu nauki pracował jako tłumacz oraz krytyk teatralny i specjalista w zakresie estetyki sztuk widowiskowych, jego felietony dotyczące tańca klasycznego ukazywały się do 1939 w prasie kulturalnej (część pod pseudonimem Jon). Po wybuchu II wojny światowej opuścił Polskę, od 1949 mieszkał w Londynie. Na emigracji kontynuował pracę krytyka i publicysty, jego felietony ukazywały się m.in. na łamach „Pamiętnika Literackiego”, „Oficyny Poetów”, „Orła Białego”. W 1961 uzyskał stopień magistra na Polskim Uniwersytecie na Obczyźnie i został tam wykładowcą, w 1971 obronił doktorat. Od 1970 był członkiem Polskiego Towarzystwa Naukowego na Obczyźnie, zasiadał w Komisji Historyczno-Filozoficznej. Poświęcił się pracy naukowej w zakresie prakseologii, filozofii techniki i cybernetyki oraz historii teatru polskiego na emigracji, w 1982 przedstawił na PUNO pracę habilitacyjną. Wykładał w Royal Institute of Philosophy, Polskim Stowarzyszeniu Sztuki i Techniki w Londynie, Polskim Towarzystwie Historyków w Wielkiej Brytanii, Związku Pisarzy Polskich na Obczyźnie i innych.

## Twórczość
Dorobek Jana Ostrowskiego-Naumoffa obejmuje ponad dwadzieścia pozycji w języku polskim angielskim i francuskim. W 1968 uczestniczył w XIV Międzynarodowym Kongresie w Wiedniu, gdzie przedstawił pracę pt. „Essaai de typologie métapraxéologique”, dwa lata później podczas Kongresu Współczesnej Nauki i Kultury Polskiej na Obczyźnie w Londynie przedstawił pracę pt. „Metody badań nad działaniem”.

### Wybrane publikacje[7]
- Zagadnienia estetyczne tańca widowiskowego /1938/;
- Dualizm form ruchowych w tańcu widowiskowym;
- Narzędzie i kultura /1959/;
- Narzędzie i kultura. Odbitka szkicu rozprawy historyczno-systematycznej „Istota i znaczenie kulturalne narzędzia” drukowanej w kwartalniku „Technika i nauka” (Summary: Tool in Man’s Culture.) /1960/;
- Le livre catholique en Pologne 1945-1965: liste bibliographique: élaboration collective /1967/ (współautor);
- Czyn i słowo: (zarys dziejów filozofii praktyki) /1969/;
- O filozofii Leszka Kołakowskiego: szkic informacyjny /1970/;
- L'œuvre architecturale du Roi Stanislas en Lorraine 1737-1751 /1972/;
- Alfred Espinas, précurseur de la praxéologie (ses antécédents et ses successeurs) /1973/;
- Jean J. Ostrowski /1973/.